# På havet

Skiss på Göteborgs konstmuseum.

På havet är en oljemålning av den finländske konstnären Albert Edelfelt från 1883. Den är utställd på Göteborgs konstmuseum. 
Edelfelt började sin målarbana som historiemålare (till exempel Drottning Blanka) men gick i slutet av 1870-talet över till att måla realistiska samhällsskildringar och friluftsmåleri. När han sommaren 1879 för första gången kom till Haiko gård utanför Borgå blev han genast fångad av den nyländska skärgårdens natur och människor. Ett barns likfärd från 1879 var ett tidigt verk från denna miljö. Edelfelt återkom till Haiko hela sitt liv och 1883 byggde han en ateljé där som nu är ett museum, Albert Edelfelts ateljémuseum
På havet är realistisk i sitt utförande och alla föremålen i båten är noggrant återgivna. Eftersom bilden är skuren så att endast aktern på båten syns kan betraktaren få känslan att själv vara ombord i båtens för. Man kan förstå utifrån den grå färgskalan och molnen som tornar upp sig i bakgrunden att det kommer att bli en hård seglats.
Målningen föregicks av flera studier och skisser, en mindre skiss i olja från samma år ägs av Göteborgs konstmuseum. När den stora slutgiltiga kompositionen ställdes ut på Parissalongen i april 1883 inköptes den redan på vernissagedagen av konstsamlaren Pontus Fürstenberg i Göteborg för 7 000 francs.